# Smolniki (Litwa)
Smolniki (lit. Smalininkai) – miasto na Litwie, położone w okręgu tauroskim, 12 km od Jurborku w rejonie jurborskim, w obrębie historycznej Małej Litwy.
W mieście znajdują się kościół rzymskokatolicki i kościół ewangelicki.
Najstarsza wzmianka o miejscowości pochodzi z XV wieku.

## Galeria

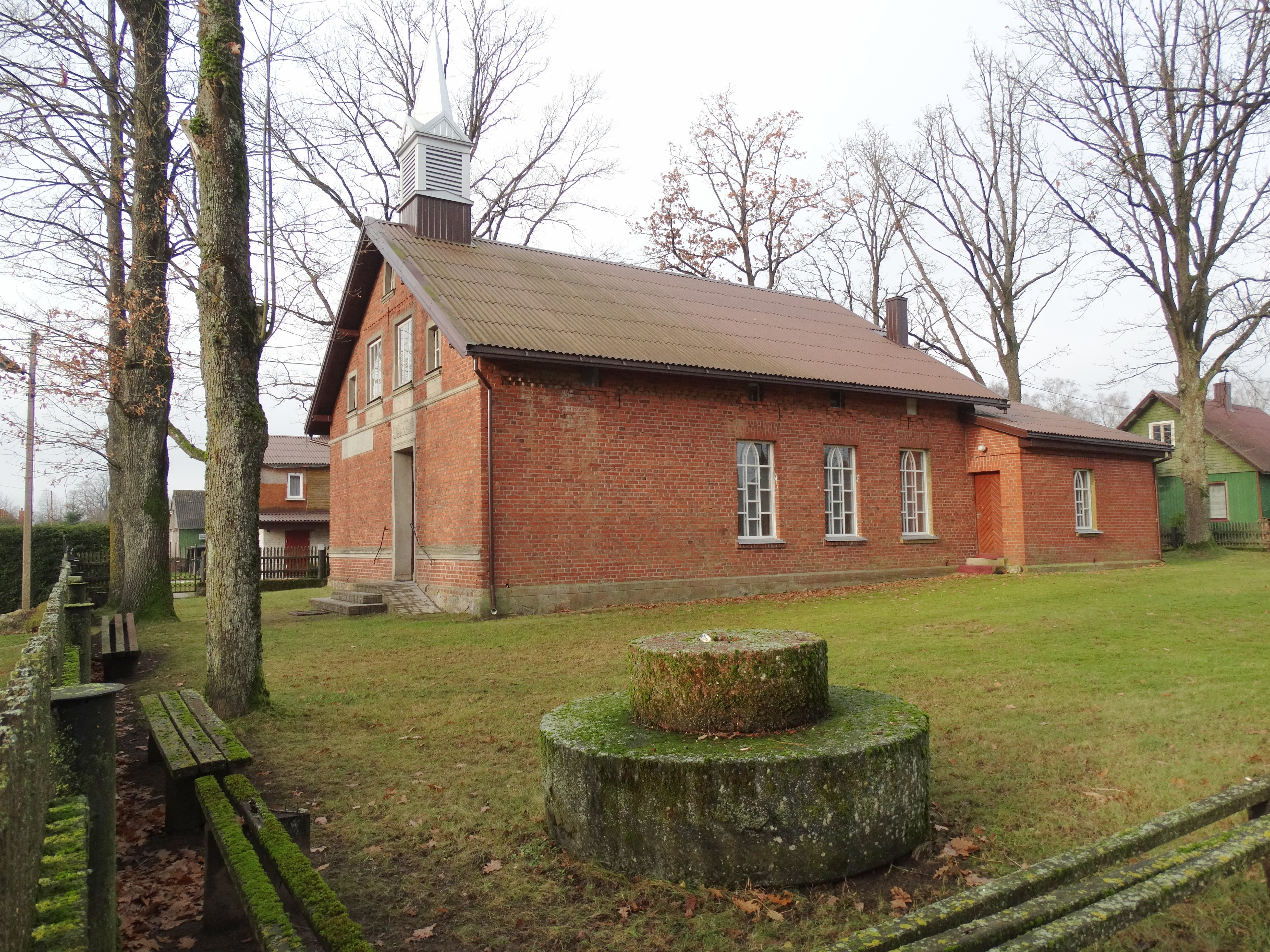
Kościół św. Józefa (katolicki)
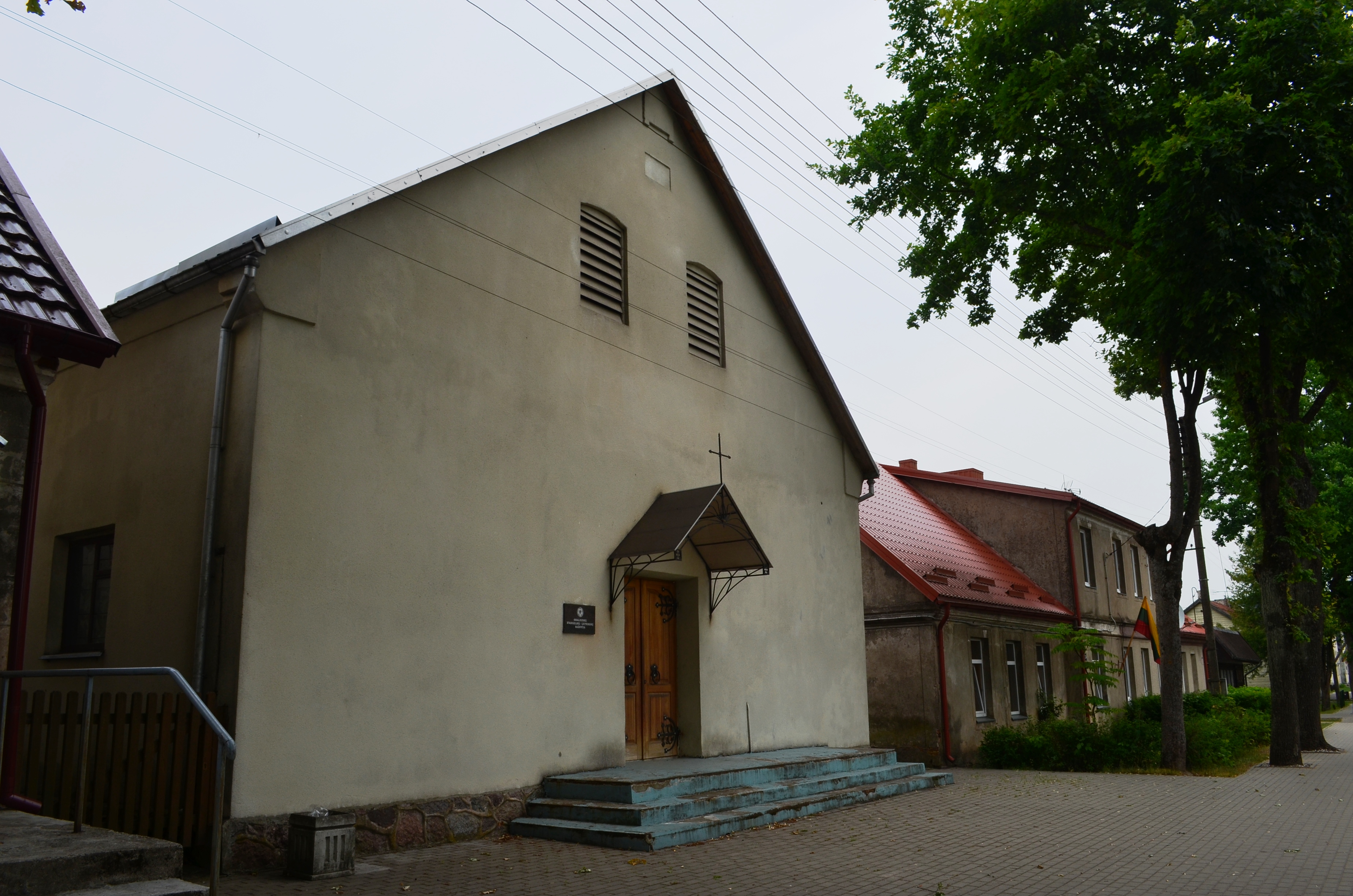
Kościół ewangelicki
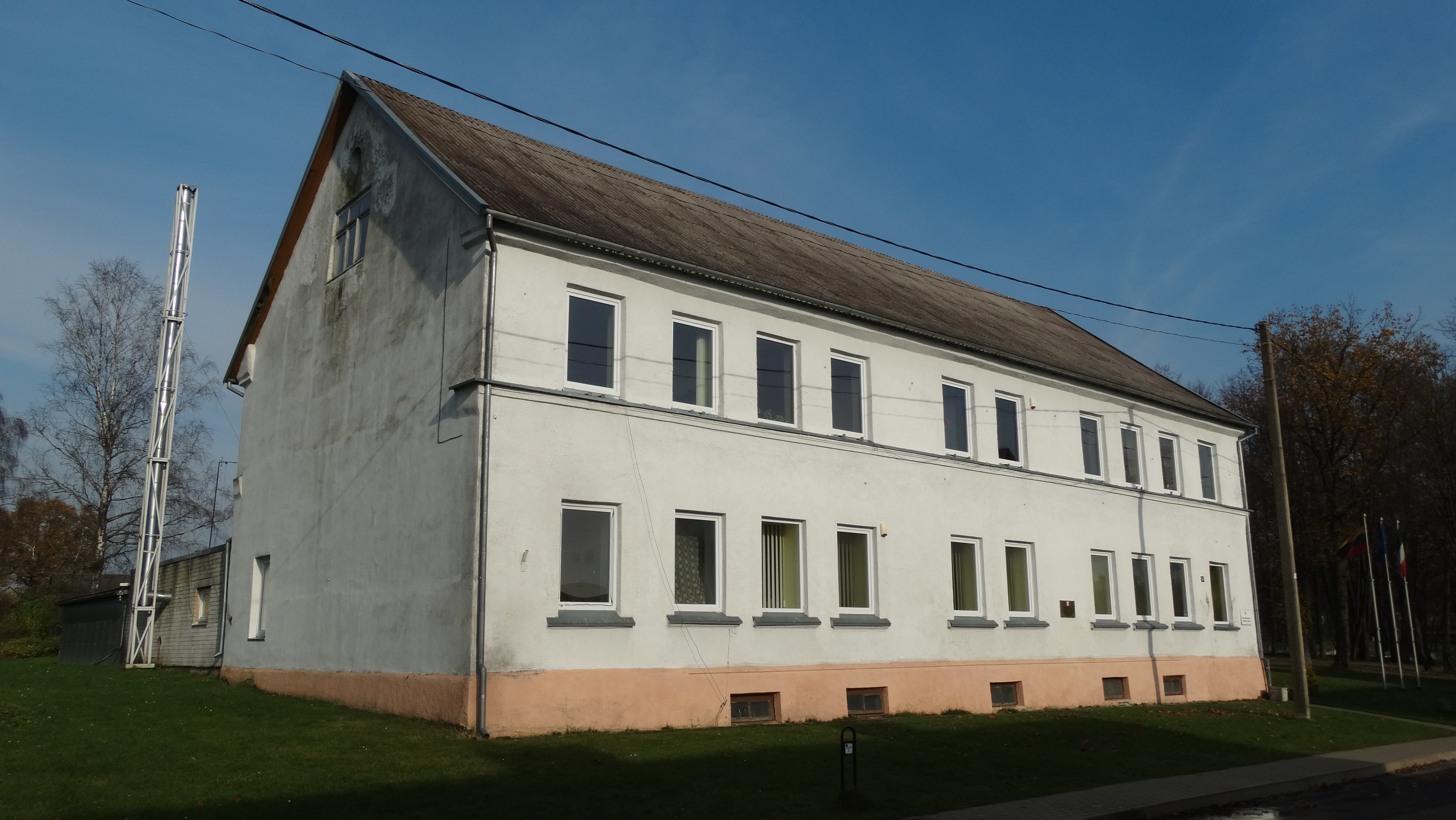
Starostwo
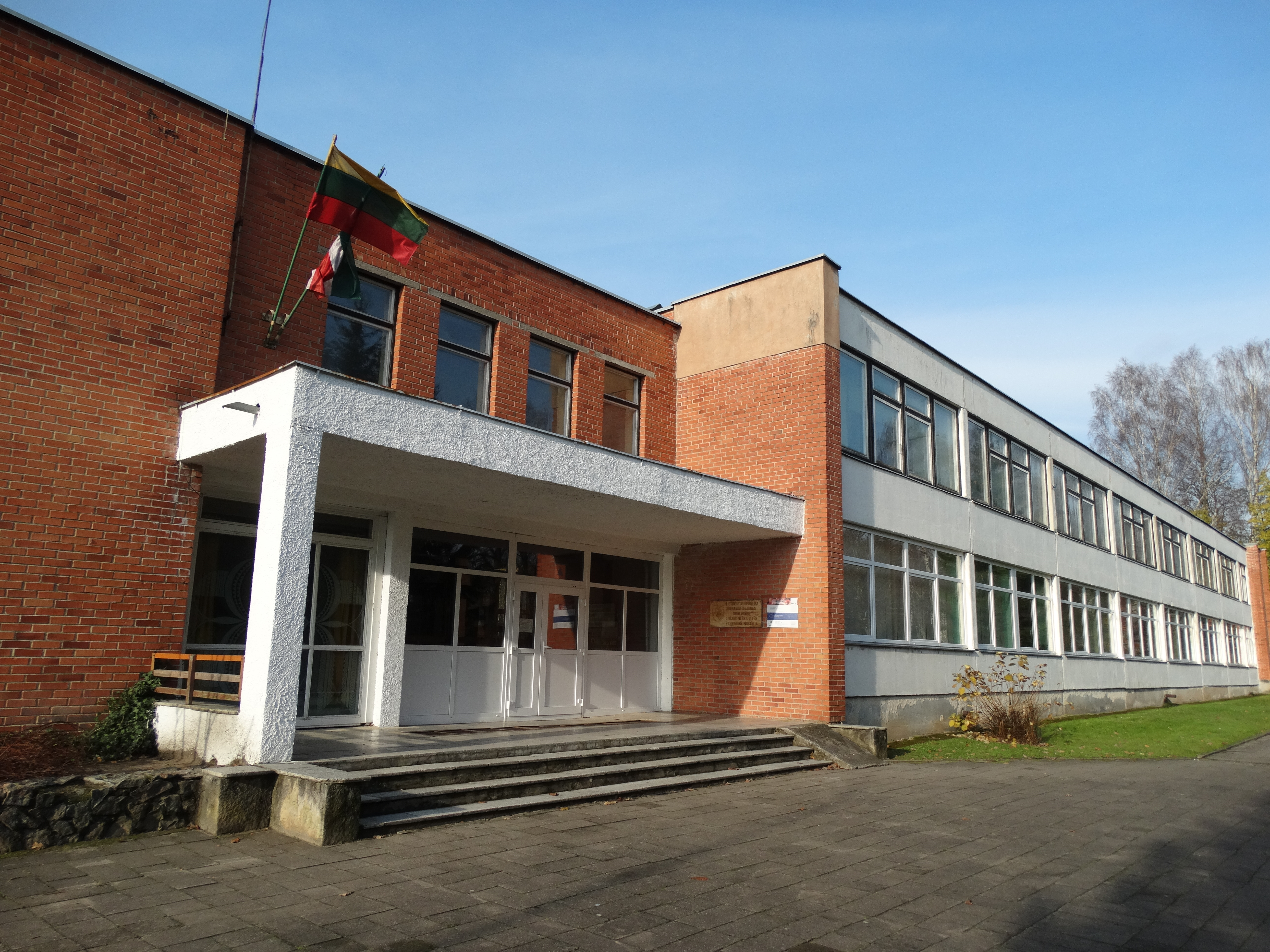
Szkoła